# August von Reiman (Regierungspräsident)

Georg Johann Gerhard August von Reiman, etwa um 1820/1830

Georg Johann Gerhard August von Reiman(n) (* 22. August 1771 in Kleve; † 26. Februar 1847 in Berlin; preußischer Adelsstand vom 23. November 1786) war ein preußischer und westphälischer Beamter. Reiman war seit 1803 in leitenden Positionen von Regionalverwaltungen tätig und half mit, die preußische Kammerverwaltung am Niederrhein auszubauen. Neben anderen preußischen Staatsbeamten wie Daniel Heinrich Delius und Philipp von Pestel schuf er die Grundlagen für die Regionalverwaltungen in der späteren Rheinprovinz von 1822. Während der Zeit des Umbruchs in der deutschen Staatenwelt unter Napoleon Bonaparte sammelte er als Präfekt in drei Départements des Königreichs Westphalen Erfahrungen in der modernen französischen Zivilverwaltung und im Bürosystem. Reimann verkörperte in dieser Hinsicht einen neuen Beamtentypus im Gegensatz zu Staatsbeamten des 18. Jahrhunderts. Im Jahr 1813, nach der Völkerschlacht bei Leipzig, beteiligte er sich zudem an der braunschweigischen Regierungskommission, in der er die für die Steuerverfassung des künftigen Herzogtums Braunschweig maßgeblichen Grundlagen legte.

## Leben

### Herkunft und Ausbildung
August von Reiman entstammte einer evangelisch-reformierten Familie, die wiederholt höhere Beamte im Herzogtum Kleve und Mark gestellt hatte, das seit dem 17. Jahrhundert dem Haus Hohenzollern und schließlich dem Königreich Preußen zugehörte. Er war Sohn des Haupt-Domänenkassen-Rendanten und Bankdirektors Geheimrat Johann Reinhard Peter von Reiman (1731 – ca. 1801). Dieser wurde nach dem Ende der Regierungszeit König Friedrichs des Großen geadelt. August von Reimans Mutter war die Freifrau Anna Christina Godefreda von Forell. Bis zu seinem zwölften Lebensjahr erhielt er Privatunterricht im Elternhaus. Danach besuchte er bis 1789 das Gymnasium in Hamm, das er mit Ablegung der Reifeprüfung verließ. Anschließend ging er zum Studium der Jurisprudenz und Kameralistik an die Universität Halle.
Als Referendar fand er im April 1793 Beschäftigung bei der Kriegs- und Domänenkammer Kleve, von wo er von Juni bis Dezember 1794 in gleicher Stellung nach Hamm wechselte. Oberpräsident vom Stein wies ihn zum 1. Dezember 1794 an, seinem Vater zu assistieren, der sich mit der Kammer in Wesel aufhielt. Nachdem sein Vater wegen Erkrankung im Juli 1795 nach Kleve zurückgekehrt war, führte er in Kassel die Kasse selbstständig. August von Reiman wurde am 3. März 1796 ohne vorheriges Examen zum Referendar ernannt und bestand am 8. April 1797 das große Examen vor dem preußischen Minister Friedrich von Heynitz. In der Nachfolge seines Vaters fungierte er ab Dezember 1797 als Provinzial-Domänenkassen-Rendant (i. e. 'Beauftragter für Hypotheken' der Region) und Kammerassessor in Kleve.

### Werdegang
Im August 1797 trat August von Reiman in die Kriegs- und Domänenkammer Kleve ein; zum 1. März 1799 wurde er dort Kriegs- und Domänenrat mit dem Sitz in Wesel. Nach der Neuorganisation der westlichen preußischen Gebiete und dem Zugewinn des Bistums Münster durch den Reichsdeputationshauptschluss von 1802/1803 war Reiman in der Hauptorganisationskommission zur Aufstellung einer neuen Provinzialverwaltung tätig. Im November 1803 wechselte er als dritter Rat an die neu errichtete Kriegs- und Domänenkammer Münster. Von dort aus war er seit April 1804 als Kommissar in Paderborn mit der Teilung der lippisch-preußischen Gesamtämter befasst und ab Juni 1805 als „Deputatur Camerae“ (Kammerabgesandter) im Fürstentum Paderborn tätig. Mit dem 3. Juli 1806 folgte seine Ernennung zum ständigen Kommissar der Kriegs- und Domänenkammer Münster in Paderborn.
Von Reiman blieb auch nach Errichtung des Napoleonischen Modellstaats Königreich Westphalen zunächst in der Verwaltung des Fürstentums Paderborn und wurde mit der neuen Verwaltungsordnung vom 11. Januar 1808 mit der Übernahme der Präfektur des Departements der Werra in Marburg betraut. Von dort wurde er in gleicher Stellung  im August 1808 in das Fuldadepartement nach Kassel versetzt. Dort trat er die Nachfolge des kurhessischen Schlosshauptmanns August Wilhelm Karl Graf von Hardenberg an. Parallel zu seinen Funktionen in der Verwaltung war von Reiman Mitglied der Reichsstände des Königreichs Westphalen für die Sessionen 1808 und 1810, was für Beamte des Königreichs ungewöhnlich war. Auf der zweiten Session wurde Reimann Mitglied des Ordens der Westphälischen Krone, der dort vom König Jerome gestiftet wurde.
Als in der Stadt Braunschweig im Okerdepartement zu Beginn des Jahres 1812 Unruhen und Schlägereien zwischen einquartierten französischen und stationierten westphälischen Truppen ausbrachen, wurde Reiman Anfang Februar unter gleichzeitiger Ernennung zum Staatsrat auf die Stelle des abgesetzten Präfekten Friedrich Henneberg berufen. Mit seinen ersten Amtshandlungen sprach er sich scharf gegen das Vorgehen der Regierung aus, das auf die Unruhe mit dem Entsenden des 21. Linienregiments unter General Adam Ludwig von Ochs reagiert hatte. Reiman hatte damit keinen Erfolg und konnte nicht verhindern, dass die Braunschweiger Bürgerschaft entwaffnet und unter polizeiliche Observation gestellt wurde. Die Kapitalisierung des Bodens, die die Westphälische Regierung durch Säkularisation und verbilligte Domänenverkäufe stark vorantrieb, schienen in der Braunschweigischen Bürgerschaft negativ aufgenommen worden zu sein. Reiman kam mit seiner Finanzpolitik als Präfekt in Braunschweig diesem Trend entgegen, indem er sich bemühte, der Disposition der Braunschweigischen Landeskirche entgegenzusteuern. Während die Ägidienkirche in ein Magazin umgewandelt wurde und für die Ausrüstung der Westphälischen Armee 1812 die Glocken eingeschmolzen wurden, konnte der Präfekt durch seine Fürsprache die Domglocken schützen. Sein Verdienst soll es auch gewesen sein, dass der Braunschweiger Löwe, ein Wahrzeichen der Stadt, nicht eingeschmolzen wurde. Als er Anfang des Jahres 1813 in Braunschweig die Rüstung der Westphälischen Truppen für Napoleons Offensive gegen Russland und Preußen leitete, ergriff er bei den Gemeinden der Distrikte zunehmend unbeliebte Maßnahmen. Da westphälischen Militärbehörden über verdorbenes Fleisch klagten, mussten die Naturalabgaben auf Kosten der Orte zurückgesandt und anschließend zwangsrequiriert werden. Vom 4. bis zum 20. Juli schickte Reiman auf Order der Truppen 2000 Schanzarbeiter zum Festungsausbau nach Magdeburg, die die Gemeinden selbst bezahlen mussten.
Im Dezember 1813 setzte ihn der zurückgekehrte Herzog Friedrich Wilhelm von Braunschweig-Oels auf Zuraten des Geheimrats Justus von Schmidt-Phiseldeck (1769–1851) ebenfalls als Geheimen Rat in die provisorische Herzoglich Braunschweigische Regierung des Grafen Gebhard von der Schulenburg-Wolfsburg ein. Die Geschäfte der Kommission hatten sich äußerst schwierig gestaltet, nachdem der Braunschweigische Herzog versuchte, alle Entscheidungen allein an sich zu reißen. Den Räten gelang es kaum, eine neue Kammer und ein Landesschuldenwesen zu installieren, während der Herzog häufig ohne Fachkenntnisse handelte und Gerüchten aus der Bevölkerung Glauben schenkte. Reiman und von Schulenburg wollten bereits nach acht Tagen in der Kommission ihren Abschied nehmen und erklärten ihn dem Herzog einstimmig am 25. Februar 1814, nachdem auf dessen Order fast alle Braunschweigischen Truppen außer Landes geschickt werden mussten. Reimann bekam ein forsches Schreiben zu seinem Abtrittsgesuch und äußerte nach seinem Austritt gegenüber einem Sekretär der Regierungskommission, mit Friedrich Wilhelm von Braunschweig-Oels „sey durchaus kein Nutzen zu schaffen, der Herzog verlange sklavische Befolgung seiner widersinnigen Ideen und bloße exekutivische Werkzeuge; ich hätte nicht den Leichtsinn, das ohne innern Gram und Kummer in der Nähe anzusehen und mich dazu gebrauchen zu lassen“. Ein weiteres Gesuch von Schulenburgs, in dessen Staatsministerium einzutreten, lehnte von Reiman 1815 ab.
Im Mai 1814 trat er schließlich in das Generalgouvernement Niederrhein in Aachen ein, das sein Schwager Johann August Sack leitete. Nach dessen Zusammenlegung mit dem Generalgouvernement Mittelrhein zu dem Generalgouvernement Nieder- und Mittelrhein, aus dem wiederum die Provinz Großherzogtum Niederrhein gebildet wurde, erhielt von Reiman im November 1815 den Auftrag zum Aufbau der Regierung in Trier. Nach der Ernennung von Daniel Heinrich Delius zum Regierungspräsidenten in Trier im Januar 1816, der zuvor parallel beauftragt war, die neue Regierung Aachen organisatorisch zu errichten, erhielt von Reiman mit allerhöchster Kabinettsorder vom 22. April 1816 seine Ernennung zum Regierungspräsidenten in Aachen. Karl August von Hardenberg hatte von Reiman am 15. März 1816 aufgefordert, in Aachen die Nachfolge von Johann August Sack anzutreten, der nach Pommern versetzt wurde. Die Dienstgeschäfte übernahm er am 23. März 1816. Auf Anordnung des Königs richtete von Reiman in Aachen im April 1816 die „General-Tilgungs-Kommission“ ein, deren Aufgabe es war, den Kassen- und Rechnungsabschluss des Generalgouvernement für den Nieder- und Mittelrhein der Jahre 1814 und 1815 vorzunehmen. 1817 erfolgte die Entlastung der Rechnungsführer, 1822 konnte die Kommission aufgelöst werden. Zugleich bildete er die „General-Liquidationskommission“ zur Geltendmachung von Privatforderungen preußischer Bürger an Frankreich.
Soziale Unruhen im Rheinland während der Zeit der französischen Julirevolution von 1830, wo er Forderungen von Arbeitern unterstützte, trugen mit dazu bei, dass von Reiman – der 1829 als Edelmann der Rheinprovinz eingetragen worden war – mit allerhöchster Kabinettsorder vom 4. März 1834 von seinem Amt als Regierungspräsident abberufen und dem Staatsministerium in Berlin überwiesen wurde. Unter Ernennung zum Mitglied des Staatsrates wurde er mit der Ausarbeitung von Gesetzen beauftragt, darunter zur Polizei. Darüber hinaus war Reiman der erste Präsident des Kuratoriums der 1838 gegründeten Preußischen Rentenversicherungsanstalt. Mit seinem Ausscheiden aus dem Staatsrat am 16. Januar 1843 wurde er 63-jährig zur „kommissarischen Beschäftigung zur Disposition gestellt“. Er starb als Geheimer Ober-Regierungsrat.

### Familie
In erster Ehe heiratete von Reiman am 8. September 1799 in Minden Friederike Christine Adeleide Wilhelmine Haß (* 15. Februar 1774; † vor April 1804), Tochter des Kammerdirektors Ernst Philipp Haß. In zweiter Ehe nahm er am 9. April 1804 in Mühlhausen Anna Albertine von Tschirschky (* 22. September 1774; † ?) zu Frau, eine Tochter des preußischen Generalmajors und Weseler Kommandanten Friedrich August Albrecht von Tschirschky und Johanne Beate (geb. von Kessel und Zeutsch aus dem Hause Racke). Aus der zweiten Ehe ging der spätere Eupener Landrat August von Reiman hervor.

## Nachwirkung
1893 folgte die Stadtverordnetenversammlung Aachen dem Vorschlag des Stadtarchivars Pick, „zur Erinnerung an den ersten, bei der hiesigen Bevölkerung sehrt beliebten Regierungspräsidenten von Reimann“ eine Straße zu benennen, eine Ehre, die bis 1967 nur noch einem seiner Nachfolger, Friedrich von Kühlwetter, zuteilwurde. Allerdings war von Reiman wohl der einzige Regierungspräsident, zu dessen Verbleib der Stadtrat eine Immediateingabe verfasste und dem preußischen König einreichte.
In seiner Funktion als Präfekt war Reiman für die Einstampfung der Unterlagen des landschaftlichen Archivs in Braunschweig verantwortlich gewesen, was gewaltige Verluste von Sitzungsprotokollen, Steuerlisten, Lagerbüchern und ähnlichen ständischen Unterlagen aus dem 17. und 18. Jahrhundert zur Folge hatte. Die Überreste der Landständischen Akten befinden sich heute im Niedersächsischen Landesarchiv in Wolfenbüttel.